# Mirificarma
Mirificarma é um gênero de traça pertencente à família Agonoxenidae.